# Estancia María Behety

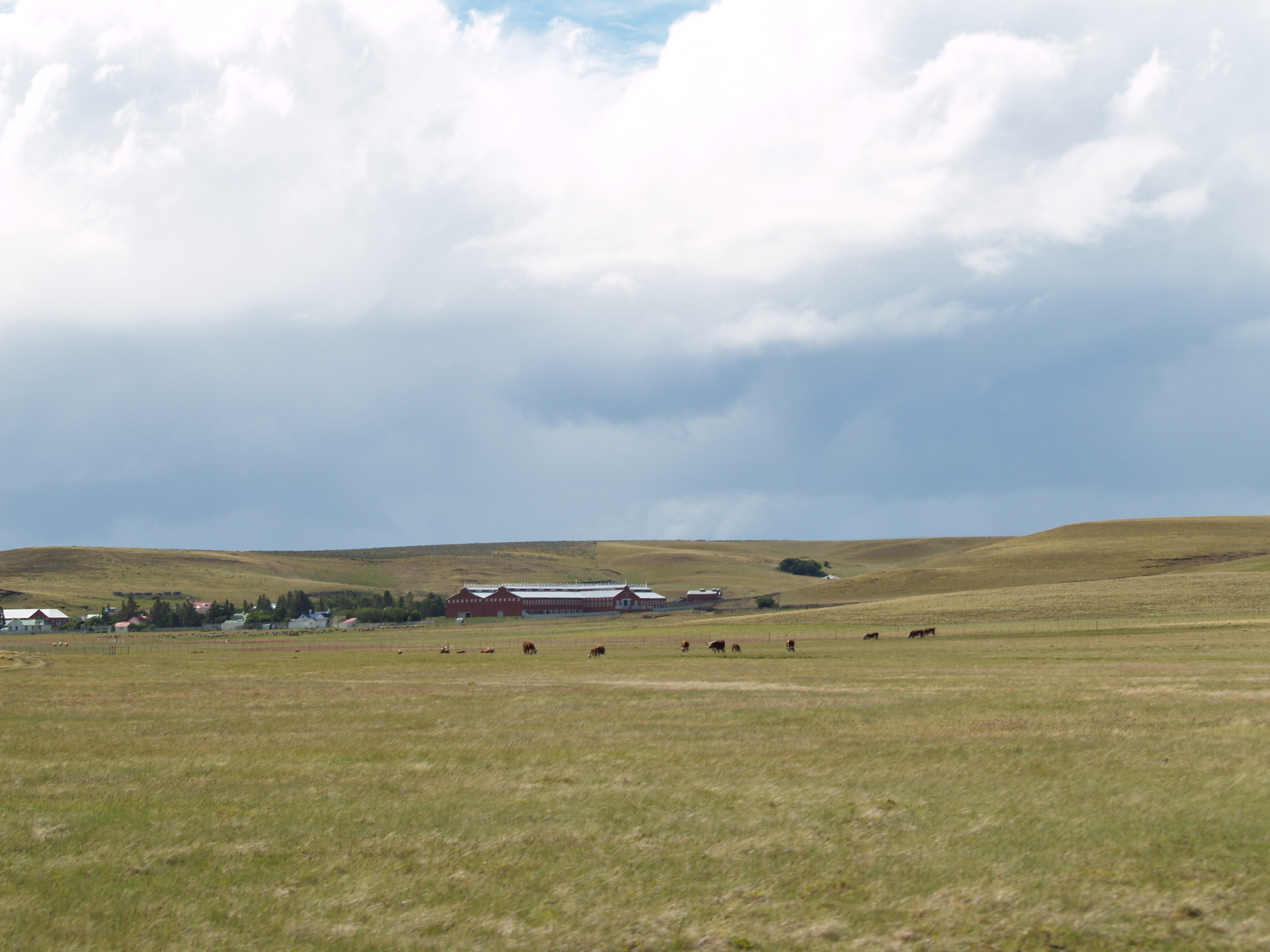
Estancia María Behety. Vista del galpón de esquila.

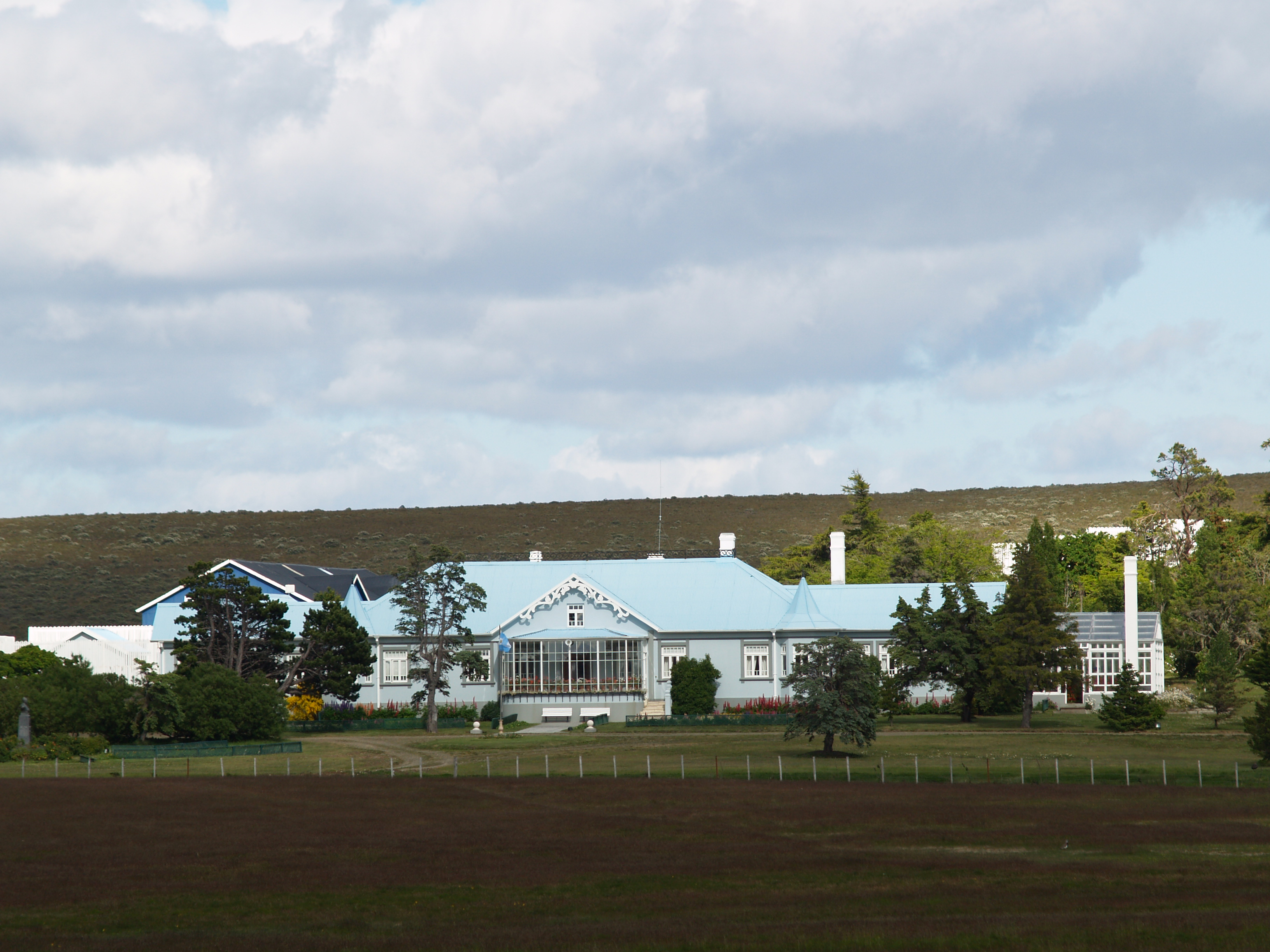
Estancia María Behety. Villa María.

La estancia María Behety es un establecimiento rural ganadero en el departamento Río Grande de Tierra del Fuego, Argentina.

Ubicada al oeste de la ciudad de Río Grande, se accede por la ruta provincial n.º 5 (ex ruta C) desde la Ruta Nacional 3.
Fue fundada en 1897 por José Menéndez, con el nombre «Segunda Argentina». 
Tiene 62 000 ha que pueden albergar a 39 000 ovinos, además de vacunos, equinos y camélidos; el galpón de esquila tiene capacidad para 7000 animales.
Las edificaciones que constituyen el casco de la estancia tienen el estilo típico de la arquitectura de las grandes estancias patagónicas: madera en las estructuras y pisos, y chapa en el exterior. 
Sus productos de cabaña, ovinos Corriedale -los «Maribety»-, son de gran pureza racial por lo que han sido merecedores de premios en exposiciones rurales nacionales e internacionales.

## Turismo
Cabe mencionar que si bien, la estancia está ubicada sobre la ruta provincial, no es un lugar turístico. Para saber más sobre este lugar le recomendamos buscar información en la página de Turismo de Rio Grande (https://turismo.riogrande.gob.ar/) que además, son los únicos autorizados de brindar paseos con guía hacia el establecimiento y otros puntos de interés de la ciudad.

## Bien de Interés Histórico Nacional

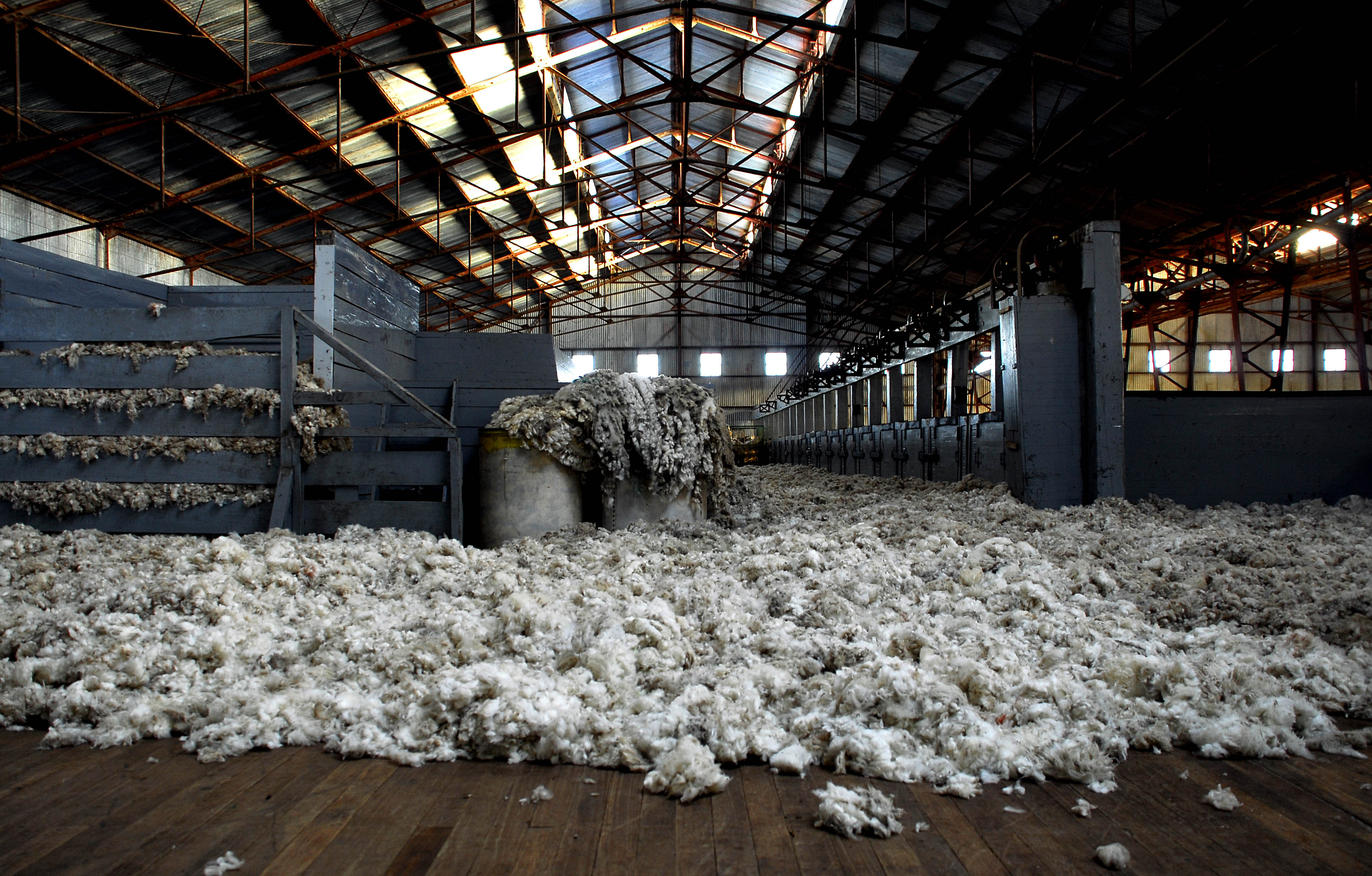

Los edificios que componen el complejo del casco de la estancia fueron declarados «bien de interés histórico nacional» mediante el decreto nacional n.º 437 (artículo n.º 4) el 16 de mayo de 1997.
Una descripción de este monumento, desde el punto de vista de su valor arquitectónico puede consultarse en la obra